# Massongy
Massongy ist eine französische Gemeinde im Département Haute-Savoie in der Region Auvergne-Rhône-Alpes.

## Geographie
Massongy liegt auf 428 m, 13 Kilometer westsüdwestlich der Stadt Thonon-les-Bains (Luftlinie). Die Gemeinde erstreckt sich in der Ebene des Bas-Chablais, am Nordfuß des Mont de Boisy, südlich des Genfersees.
Die Fläche des 9,81 km² großen Gemeindegebiets umfasst einen Abschnitt des Bas-Chablais. Der Hauptteil des Gebietes liegt auf dem Plateau, das leicht gegen Norden geneigt ist. Im Norden erstreckt sich der Gemeindeboden bis an den Vion, einen Zufluss des Genfersees, und in den Bois Couti (439 m). Nach Süden reicht das Gemeindeareal den Hang des Mont de Boisy hinauf, an dem mit 690 m die höchste Erhebung von Massongy erreicht wird.
Zu Massongy gehören die Weilersiedlungen Les Grandes Conches (434 m) und Sous Étraz (420 m) in der Ebene sowie Les Rottes (460 m) am Fuß des Mont de Boisy. Nachbargemeinden von Massongy sind Messery und Excenevex im Norden, Sciez im Osten, Ballaison im Süden sowie Douvaine und Chens-sur-Léman im Westen.

## Geschichte
Das Gebiet um Massongy war bereits zur Römerzeit bewohnt. In der Nähe des Ortes und entlang dem wichtigen Verkehrsweg südlich des Genfersees, der das Gebiet passierte, wurden zahlreiche Überreste (Münzen, Ziegel- und Keramikfragmente, Mauerfundamente, Gräber) aus jener Zeit gefunden.
Der Ortsname erscheint im 14. Jahrhundert erstmals als Massungier in den Urkunden. Aus späterer Zeit sind die Bezeichnungen Massongiacus und Massongier überliefert. Vermutlich ist der Name vom gallorömischen Personennamen Massonius abgeleitet und bedeutet demnach Landgut des Massonius.

## Sehenswürdigkeiten
Die Dorfkirche stammt ursprünglich aus dem 12. Jahrhundert. Der Glockenturm und das Schiff wurden 1822 einer umfassenden Erneuerung unterzogen. Das Pfarrhaus wurde 1838 neu erbaut. Das Château de Quincy, im Mittelalter als Burg erbaut, wurde im 19. Jahrhundert abgerissen und durch den heutigen Bau ersetzt.

## Bevölkerung
| Jahr                       | 1962 | 1968 | 1975 | 1982 | 1990 | 1999 |
| Einwohner                  | 513  | 474  | 605  | 717  | 1035 | 1146 |
| Quellen: Cassini und INSEE |      |      |      |      |      |      |

Mit 1693 Einwohnern (Stand 1. Januar 2022) gehört Massongy zu den kleineren Gemeinden des Département Haute-Savoie. In den letzten Jahrzehnten wurde ein kontinuierliches Wachstum der Einwohnerzahl verzeichnet. Außerhalb des alten Dorfkerns und an den aussichtsreichen Hanglagen am Mont de Boisy entstanden größere Einfamilienhausquartiere.

## Wirtschaft und Infrastruktur
Massongy war bis weit ins 20. Jahrhundert hinein ein vorwiegend durch die Landwirtschaft geprägtes Dorf. Massongy liegt in der Weinbauregion Savoie. Weißweine aus der Rebsorte Altesse (lokal Roussette genannt) dürfen unter der geschützten Herkunftsbezeichnung Roussette de Savoie vermarktet werden. Für Weißweine anderer Rebsorten sowie Rotweine gilt die AOC Vin de Savoie.
Heute gibt es verschiedene Betriebe des lokalen Kleingewerbes. Zahlreiche Erwerbstätige sind Wegpendler, die in den umliegenden größeren Ortschaften oder in der Agglomeration Genf ihrer Arbeit nachgehen.
Die Ortschaft liegt an der Hauptstraße N5, die von Genf nach Thonon-les-Bains führt. Weitere Straßenverbindungen bestehen mit Ballaison, Messery und Yvoire.